# Morgan Woodward
Morgan Woodward; właściwie Thomas Morgan Woodward (ur. 16 września 1925 w Fort Worth w Teksasie, zm. 22 lutego 2019 w Paso Robles) – amerykański aktor filmowy i telewizyjny. Występował w filmie Nieugięty Luke (1967), w którym grał noszącego charakterystyczne lustrzane okulary przeciwsłoneczne Godfreya. Przez 7 lat występował w soap operze Dallas.

## Filmografia
Filmy:
- Polowanie na lokomotywę (1956) jako Alex
- Wozy jadą na Zachód (1956) jako Obie Foster
- Miecz Ali Baby (1965) jako kapitan straży
- Nieugięty Luke (1967) jako Godfrey
- Szeryf z Firecreek (1968) jako Willard
- Śmierć rewolwerowca (1969) jako Ivan Stanek
- Jeden mały Indianin (1973) jako sierżant Raines
- Najdłuższy szlak (1976) jako szeryf Moses
- Miasteczko w Teksasie (1976) jako C.J. Crane
- Zabójstwo chińskiego bukmachera (1976) jako szef
- Która droga w górę? (1977) jako pan Mann
- Z podniesionym czołem: Ostatni rozdział (1977) jako szef
- Bitwa wśród gwiazd (1980) jako Cayman
- Dziewczyny chcą się bawić (1985) jako JP Sands
- Gunsmoke: Do ostatniego człowieka (1992) jako szeryf Abel Rose

Seriale TV:
- Cheyenne (1955-62) jako Bradan  (gościnnie, 1958)
- Perry Mason (1957-66) jako Carl Pedersen (gościnnie, 1962)
- Gunsmoke (1955-75) – różne role w 19 odcinkach
- Bonanza (1959-73) – różne role w 8 odcinkach
- Tarzan (1966-68) jako Blaine (gościnnie, 1968)
- Star Trek (1966-69) jako dr Simon van Gelder/kapitan Tracey (gościnnie, 1966 i 1968)
- Kung Fu (1972-75) jako płk. Binns (gościnnie, 1973)
- Planeta Małp (1974) jako Martin (gościnnie)
- Waltonowie (1972-81) jako Boone Walton (gościnnie, 1974 i 1978)
- Sierżant Anderson (1974-78) jako Maury Ziegler (gościnnie, 1974)
- Starsky i Hutch (1975-79) jako Clay Zachary (gościnnie, 1978)
- Jak zdobywano Dziki Zachód (1976-79) jako nieznajomy/Henry Coe (gościnnie, 1978 i 1979)
- Wyspa Fantazji (1977–1984) – różne role w 4 odcinkach
- Diukowie Hazzardu (1979-85) jako Dempsey/Cassius Claibourne (gościnnie, 1980 i 1984)
- Dallas (1978-91) jako Marvin „Punk” Anderson
- Posterunek przy Hill Street (1981-87) jako John Renko (w 5 odcinkach z 1982)
- Nieustraszony (1982-86) jako szeryf Winston (gościnnie, 1983)
- Drużyna A (1983-87) jako Bus Carter/kpt. Winnetka (gościnnie, 1983 i 1984)
- T.J. Hooker (1982-86) jako emerytowany mjr gen. Robert Selkirk (gościnnie, 1985)
- Dni naszego życia (od 1965) jako Phillip Colville (gościnnie w odcinkach z 1987)
- Napisała: Morderstwo (1984-96) jako szeryf Brademus (gościnnie, 1989)
- Matlock (1986-95) jako Zack Tannenbaum (gościnnie, 1992)
- Przygody Brisco County Juniora (1993-94) jako Sam Travis (gościnnie, 1994)
- Renegat (1992-97) jako Dad Meechum (gościnnie, 1993)
- Z Archiwum X (1993–2002) jako stary Harry Cokely (gościnnie, 1995)
- Millennium (1996-99) jako Iron Lung Man (gościnnie, 1997)